# Lerista connivens
Lerista connivens este o specie de șopârle din genul Lerista, familia Scincidae, descrisă de Storr 1971. A fost clasificată de IUCN ca specie cu risc scăzut. Conform Catalogue of Life specia Lerista connivens nu are subspecii cunoscute.